# Sadegh Chalchali

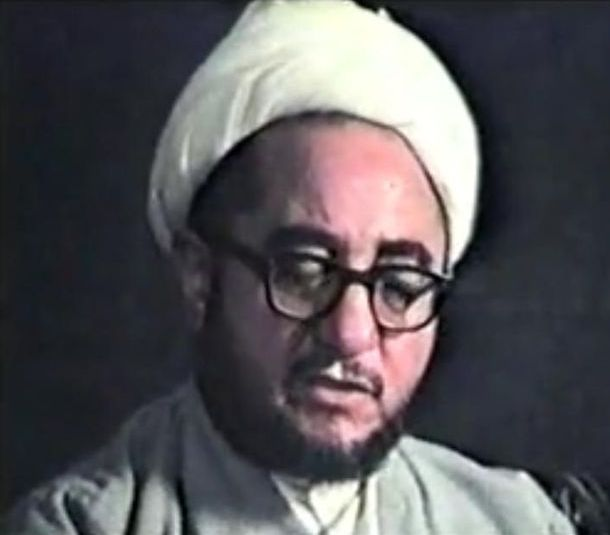
Sadegh Chalchali

Sadegh Chalchali (persisch صادق خلخالی, DMG Ṣādeq Ḫalḫālī; * 24. Juli oder 27. Juli 1926 in Givi, Aserbaidschanische Sozialistische Sowjetrepublik, Sowjetunion; † 26. November 2003 in Teheran), auch Chalkali, Khalkali oder Khalkhali, war ein schiitischer Geistlicher und der bekannteste Richter der islamischen Republik Iran. V. S. Naipaul schrieb über die Arbeitsteilung an der Spitze der islamischen Republik Iran: „Chomeini empfing und predigte und segnete; Chalchali hängte.“ Er gehörte der Volksgruppe der Aserbaidschaner an.

## Anfänge
Chalchali, am 24. Februar 1979 nach der Iranischen Revolution von Ruhollah Chomeini zum Obersten Richter der Revolutionsgerichte ernannt, trat mit Standgerichten für die rasche und erbarmungslose Umsetzung der islamischen Gesetze auf. Amir Abbas Hoveyda, der ehemalige iranische Ministerpräsident, war eines seiner prominentesten Opfer. Blutrichter Chalchali, stets mit Pistole auftretend, wurde am 25. Juni 1979 vom Revolutionsrat aufgrund zahlreicher Beschwerden über seinen rohen und sadistischen Stil, Urteile zu fällen, zeitweise abgelöst, von Chomeini danach jedoch zu den Aufständen nach Kurdistan und Kermanschah berufen.

Chalchali folgte den Ausführungen Chomeinis, der in seinen Schriften das islamische Rechtssystem mit den Worten pries: 

„Wenn man ein Jahr lang nur die Strafgesetze des Islam anwendete, dann würde man jeder zerstörerischen Ungerechtigkeit und Sittenlosigkeit die Wurzeln ausreißen.“

 sowie 

„Der islamische Richter muss nur die islamischen Gesetze des Koran kennen und kann in jedem beliebigen Fall Recht sprechen. Er kann so an einem einzigen Tag in zwanzig verschiedenen Verfahren urteilen und sie erledigen, während die westliche Justiz mehrere Jahre benötigt, um sie zu beginnen.“

Chalchali war der islamische Richter, der Chomeinis Vollstrecker der Scharia werden sollte. Imam Chomeini, so Chalchali, hat mich persönlich beauftragt, alle Rechtsfragen der Revolution zu behandeln und zu entscheiden. Es gibt auch noch andere Revolutionsrichter, aber ich habe eine besondere Stellung, ich bin mit Spezialaufgaben betraut ... Ich habe mehr Fälle erledigt als alle anderen Richter zusammen. Zuständig bin ich für den ganzen Iran.

## Medienauftritte
- Chalchali verurteilte öffentlichkeitswirksam Mohammad Reza Pahlavi in Abwesenheit zum Tode.[7]
- Nach der gescheiterten Operation Eagle Claw, zur Befreiung der amerikanischen Geiseln, beschlagnahmte Chalchali die acht Leichen, um sie vor der amerikanischen Botschaft zur Schau zu stellen.[8]
- Chalchali ließ die Grabstätte von Reza Schah Pahlavi im Mai 1979 sprengen und das Gelände mit Bulldozern einebnen.
- Chalchali hatte ebenfalls vor, Persepolis und die Grabstätte Abū l-Qāsem-e Ferdousī zu zerstören, wurde aber durch die Provinzregierungen davon abgehalten.

## Zitate Chalchalis
Chalchali verstand sich als gerechter Richter, der nur die islamischen Gesetze zur schnellen und korrekten Anwendung brachte: 

„Es ist ein Menschenrecht, eine Schlange zu vernichten, die ins Haus eingedrungen ist ... Menschenrechte bedeuten, dass ungeeignete Elemente ausgemerzt werden müssen, damit andere in Freiheit leben können. Der Koran sagt dies ganz klar.“

„Gut mein Junge, wenn du wirklich unschuldig bist, wie du angibst, kannst du in das Paradies eingehen. Bist du aber schuldig, so wie ich meine, erhältst du nur deine gerechte Strafe.“

„Man vergleicht mich mit Adolf Eichmann, der ein Nazi-Killer war – aber sehen Sie mich an, bin ich ein Killer? Ich bin eine angesehene, interessante und freundliche Persönlichkeit.“

## Opfer
Die Blutspur Chalchalis und seiner Schnellgerichte zog sich durch sämtliche aufständische Provinzen, in Teheran ließ er extra Galgen errichten. Er selber rühmte sich, mehr als 400 Menschen zum Tode verurteilt zu haben. Über die tatsächliche Zahl seiner Opfer wird gestritten, mehrere Hunderte bis Tausende, die unbestätigte Zahl von 8.000 wird öfter genannt, dürfte jedoch zu hoch gegriffen sein. Nach Greussing sind vom Februar 1979 bis zum Attentat auf die IRP-Zentrale am 28. Juni 1981 „mindestens 1.600 Menschen“ vom Regime hingerichtet worden.
Am 28. August 1979 wurden in der Provinz Kurdistan 109 Kurden von Chalchali zum Tode verurteilt; die Erschießung wurde sofort vollstreckt. Amir Taheri berichtet von einer Verurteilung von 53 Verhafteten innerhalb einer 30-minütigen Verhandlung auf dem Flughafen von Sanandadsch zum Tode. Der Pulitzer-Preisträger Jahangir Razmi, der davon Aufnahmen machte, zählte jedoch 11 Gefangene, die erschossen wurden.

## Ende
Im Juni 1981 kam Chalchali in den Verdacht der Unterschlagung und wurde vom Posten des obersten Revolutionsrichters abgelöst. Danach gelang ihm noch die Wahl in das iranische Parlament. Später, nach dem Tode seines Mentors und Revolutionsführers Chomeini, wurde er auf den Posten eines Verkehrsrichters abgeschoben.